# 凱文·瓊斯
凱文·大衛·瓊斯（英語：Kevan David Jones，1964年4月25日—）是一位英格蘭政治人物，他的黨籍是工黨。

## 生平
自2001年開始，他擔任北達勒姆選區選出的英國下議院議員。在2016年1月，他辭去影子內閣的國防大臣職務，抗議工黨黨魁傑瑞米·柯賓的政策主張。